# Hulpverleningszone Zuid-Oost
De Hulpverleningszone Zuid-Oost is een van de 35 Belgische en een van de zes Oost-Vlaamse hulpverleningszones. De zone verzorgt vanuit 9 brandweerposten de brandweerzorg en de ambulancehulpverlening in het zuidoosten van de provincie Oost-Vlaanderen (de regio Wetteren-Denderstreek).

## Beschermingsgebied
Het beschermingsgebied van de Hulpverleningszone Zuid-Oost beslaat ongeveer 460 km² en omvat 11 gemeenten die gezamenlijk een bevolking van ongeveer 290.000 inwoners vertegenwoordigen. De Hulpverleningszone Zuid-Oost grenst tevens aan de Hulpverleningszone Oost, Brandweerzone Centrum, Hulpverleningszone Vlaamse Ardennen, Hulpverleningszone Picardisch Wallonië en Brandweerzone Vlaams-Brabant West. 
Op 1 januari 2025 wijzigde de grenzen van de zone. Laarne en Wetteren worden sindsdien bediend door Brandweerzone Centrum, Wichelen door Hulpverleningszone Oost en Lierde maakt sindsdien deel uit van Hulpverleningszone Vlaamse Ardennen. Sindsdien telt de zone nog 7 gemeenten en 7 brandweerposten.
De onderstaande lijst geeft een overzicht van de 7 gemeenten en hun kenmerken:
| Gemeente       | Bevolkingsaantal (01/01/2024) | Oppervlakte (in km²) |
| -------------- | ----------------------------- | -------------------- |
| Aalst          | 90.995                        | 78,12                |
| Denderleeuw    | 21.056                        | 13,77                |
| Erpe-Mere      | 21.013                        | 34,03                |
| Geraardsbergen | 34.999                        | 79,71                |
| Haaltert       | 19.402                        | 30,30                |
| Lede           | 19.310                        | 29,69                |
| Ninove         | 40.363                        | 72,57                |
| TOTAAL         | 247.138                       | 338,19               |